# Cleidogona atropos
Cleidogona atropos är en mångfotingart som beskrevs av Shear 1972. Cleidogona atropos ingår i släktet Cleidogona och familjen Cleidogonidae. Inga underarter finns listade i Catalogue of Life.